# Niemcza
Niemcza es un municipio urbano-rural y una localidad del distrito de Dzierżoniów, en el voivodato de Baja Silesia (Polonia).

## Geografía
Se encuentra en el suroeste del país, a unos 20 km al este de Dzierżoniów, la capital del distrito, y a unos 48 al sur de Breslavia, la capital del voivodato. El municipio limita con otros seis —Ciepłowody, Dzierżoniów, Kondratowice, Łagiewniki, Piława Górna y Ząbkowice Śląskie— y tiene una superficie de 71,86 km², 19,81 correspondientes a la zona urbana —la localidad de Niemcza— y 52,05 a la zona rural —que abarca las localidades de Chwalęcin, Gilów, Gola Dzierżoniowska, Kietlin, Ligota Mała, Nowa Wieś Niemczańska, Podlesie, Przerzeczyn-Zdrój, Ruszkowice, Wilków Wielki y Wojsławice—.

## Demografía
En 2011, según la Oficina Central de Estadística polaca, el municipio tenía una población de 5856 habitantes, 3085 en la localidad de Niemcza y 2771 en la zona rural.